# Żywa okładka

Żywa okładka na podstawie książki Johna Flanagana wykonana przez bibliotekarki

Żywa okładka – kreatywne autorskie odtworzenie okładki książki lub płyty, przy pomocy wykonanej fotografii inspirowanej oryginalną okładką. Zazwyczaj autor stara się wiernie odtworzyć wybraną okładkę, a korzystając z programu do obróbki zdjęć (np. Canvy lub programu dostępnego w smartfonie), umieszcza na fotografii inne elementy widoczne na oryginalnej okładce (np. autora, tytuł, wydawnictwo).  
Żywa okładka to jeden ze sposobów promocji czytelnictwa i książek, często wykorzystywany przez biblioteki w ramach konkursów fotograficznych. 